# マーガレット・アトウッド
マーガレット・エレナー・アトウッド（英語: Margaret Eleanor Atwood, 1939年11月18日 - ）はカナダの作家。アメリカ合衆国の女性作家にも強い影響力を持ち、その作品は世界15か国以上で翻訳され、カナダ国内のみならずヨーロッパなどでも数々の文学賞を受賞。これまで詩集を含めて60冊以上の本を出版している現代のカナダを代表する作家の一人である。夫も小説家で、娘が一人いる。

## 経歴
1939年にオタワに生まれる。16歳で作家を志し、トロント大学、ラドクリフ・カレッジ、ハーバード大学大学院などで英文学を学んだ後、カナダ各地の大学で教鞭をとる。1964年、詩集『サークル・ゲーム』でカナダ総督文学賞を受賞した。1972年には第二作品目の長編小説『浮かびあがる』で小説家としても一躍有名になる。1970年代にはフェミニズム文学の旗手として注目された。詩、小説、評論、児童書など広い範囲で作品を発表するとともに、ブリティッシュコロンビア大学などで英文学を教えている。
1985年には『侍女の物語』で二度目のカナダ総督文学賞を受賞。1989年刊行の『キャッツ・アイ』もベストセラーになっている。『昏き目の暗殺者』により2000年度のブッカー賞を受賞した。2015年、フューチャー・ライブラリー・プロジェクトの第一作として、Scribbler Moonと題された小説を、5月27日の式典にて納本した。この本は2114年に出版されるまで作者以外の誰も内容を知ることができない。2016年には詩人としてストルガ詩の夕べ金冠賞を受賞した。2019年には『侍女の物語』の続編である『誓願』で2度目のブッカー賞を受賞した。

## 受賞歴
- 1987年 アーサー・C・クラーク賞
- 2000年 ブッカー賞
- 2008年 アストゥリアス皇太子賞 文学部門
- 2009年 ネリー・ザックス賞
- 2010年 ダン・デイヴィッド賞
- 2016年 ストルガ詩の夕べ金冠賞
- 2017年 フランツ・カフカ賞
- 2017年 ドイツ書籍協会平和賞
- 2019年 ブッカー賞（2回目）
- 2024年 アンデルセン文学賞

## 日本語訳作品
以下は日本語訳のある作品の一部。ノンフィクションを含めて60点以上にのぼる全著書は英語版ウィキペディアの記事(en:Margaret Atwood#Works)を参照。
- ダンシング・ガールズ―マーガレット・アトウッド短編集 Dancing Girls & Other Stories （岸本佐知子訳、1989年、白水社）
- 侍女の物語 The Handmaid's Tale （斎藤英治訳、1990年、新潮社） - カナダ総督文学賞受賞作。のちハヤカワ文庫で再刊。文庫版は訳注などが追加されている。
- スザナ・ムーディーの日記 マーガレット・アトウッド詩集 The Journals of Susanna Moodie （平林美都子訳、1992年、国文社）
- 青ひげの卵 Bluebeard's Egg （小川芳範訳、1993年、筑摩書房 / 2022年、ちくま文庫）
- 浮かびあがる ウィメンズブックス Surfacing （大島かおり訳、1993年、新水社）
- サバィバル 現代カナダ文学入門 Survival （加藤裕佳子訳、1995年、御茶の水書房）
- 食べられる女 The Edible Woman （大浦暁生訳、1996年、新潮社）
- 寝盗る女（上・下） The Robber Bride （佐藤アヤ子・中島裕美訳、2001年、彩流社）
- 闇の殺人ゲーム -短編小説と散文詩 Murder in the Dark （中島恵子訳、2002年、北星堂書店）
- 昏き目の暗殺者 The Blind Assasin （鴻巣友季子訳、2005年、早川書房 / 2019年、ハヤカワ文庫） - 2000年のブッカー賞、2001年のハメット賞受賞作。
- カンバセーション アトウッドの文学作法 Conversations （加藤裕佳子訳、2005年、松籟社）
- ほんとうの物語 True Stories （内田能嗣監訳・多湖正紀・山本紀美子編訳、2005年、大阪教育図書）
- 良い骨たち+簡單な殺人 Good Bones and Simple Murders （中島恵子訳、2005年、北星堂書店）
- ペネロピアド The Penelopiad （鴻巣友季子訳、2005年、角川書店）
- またの名をグレイス（上・下） Alias Grace （佐藤アヤ子訳、2008年、岩波書店 / 2018年、岩波現代文庫）
- オリクスとクレイク Oryx and Crake （畔柳和代訳、2010年、早川書房）- 2003年のブッカー賞最終候補作およびカナダ総督文学賞最終候補作。

2009年発表のThe Year of the Flood（『洪水の年』）、2013年発表のMaddAddam（『マッドアダム』）とあわせてマッドアダム三部作を構成する。
- 死者との交渉 作家と著作 Negotiating with the Dead （中島恵子訳、2011年、英光社）
- 負債と報い 豊かさの影 Payback : Debt and the Shadow Side of Wealth （佐藤アヤ子訳、2012年、岩波書店）
- キャッツアイ Cat's Eye （松田雅子訳、2016年、開文社出版）
- テント The Tent （中島恵子・池村彰子訳、2017年、英光社）
- 洪水の年（上・下） The Year of the Flood （佐藤アヤ子訳、2018年、岩波書店）
- サークル・ゲーム The Circle Game （出口菜摘訳、2020年、彩流社)
- 語りなおしシェイクスピア1 テンペスト 獄中シェイクスピア劇団 Hag-Seed （鴻巣友季子訳、2020年、集英社）
- 侍女の物語 グラフィックノベル版 (ルネー・ノールト画、斎藤英治訳、2020、早川書房）
- 青ひげの卵 Bluebeard's Egg （小川芳範訳、2022、ちくま文庫）
- 誓願 The Testaments （鴻巣友季子訳、2020年、早川書房 / 2023年、ハヤカワ文庫）- 2019年のブッカー賞受賞作。
- パワー・ポリティクス Power Politics （出口菜摘訳、2022年、彩流社）
- マッドアダム（上・下） MaddAddam （林はる芽訳、2024年、岩波書店）
- 老いぼれを燃やせ Stone Mattress （鴻巣友季子訳、2024年、早川書房）

## 備考
- 1986年にニューヨークで開かれた国際作家会議では、女性パネリストが極端に少ないことをめぐって委員長のノーマン・メイラーと壮絶な舌戦を繰り広げ、マスコミを大いに賑わした。
- バードウォッチングの愛好家であり、環境保護の分野でも活動している。自身のウェブサイトには、自著の出版に際しての環境負荷軽減策や、野鳥保護のために個人でできる具体策が列挙されている。[1]